# 维加 (街头霸王)
维加，是卡普空游戏快打旋風系列裡的人物。最初在《街頭霸王II －世界勇士－》登場，是街头霸王系列中的反派角色。
维加作为一个潜在的世界独裁者和自大狂。他的最终目标是通过他的秘密犯罪集团来控制整个世界政府。
自维加从《街头霸王II》诞生以来，他受到了正面评价。IGN将其列为《街头霸王系列》人物第25位。IGN同时将其列为游戏系列中的反派人物第19位。

## 其他媒體
- 《無敵破壞王》：2012年迪士尼電影，貝卡以反派互助會成員身份登場。